# Vatica perakensis
Vatica perakensis là một loài thực vật thuộc họ Dipterocarpaceae. Loài này có ở có thể cả Indonesia và Malaysia.